# Elizabeth Valdez
Elizabeth Valdez  (Mexikó, 1984. szeptember 11. –) mexikói színésznő.

## Élete és pályafutása
1984. szeptember 11-én született Mexikóban. 
Karrierjét 1997-ben kezdte. 2011-ben a Kettős életben játszott. 2012-ben Diana szerepét játszotta a Cachito de cielo című sorozatban. 2013-ban megkapta Esther Bravo szerepét a Maricruz című telenovellában.

## Filmográfia

### Telenovellák
- Amores con trampa (2015) .... Malena Bocelli
- Maricruz (Corazón indomable) (2013) .... Esther Bravo de García
- Cachito de cielo (2012) .... Diana Gómez Obregón
- Kettős élet (Dos hogares) (2011) .... Beatriz Noriega

### Sorozatok
- Morir en martes (2010) .... Silvia Lozano
- Touch Screen La Serie (2008) .... Lore
- Bolsa de trabajo (2008) .... Lola

### Filmek
- Sueño mexicano (2009-2010) .... Monita
- 180 grados (2008) .... Sofy
- Madrid-México / Al acecho del leopardo (2006) .... Miss Katia
- Hasta el viento tiene miedo (2006) .... Ivette
- Lo que se hereda no se hurta (2005) .... Maria
- La última noche (2004) .... Elena
- Cero y van cuatro (2003) .... Alicia Hija
- Las Lloronas (2002) .... Diana